# Обрен Јањушевић
Обрен Јањушевић – Артем (Озринићи, код Никшића, 1923 — близина Банатског Карађорђева, 23. јул 1944), учесник Народноослободилачке борбе и народни херој Југославије.

## Биографија
Рођен је 1923. године у селу Озринићу, код Никшића, у сиромашној сељачкој породици. Његови родитељи су се као колонисти доселили у Банатско Карађорђево још док је Обрен био дете. У Карађорђеву је завршио основну школу, након чега се бавио земљорадњом. Био је активан у локалном огранку „Сељачког кола“. Члан Савеза комунистичке омладине Југославије постао је у јуну 1941. године.
Учесник Народноослободилачке борбе је од 1941. године. Био је члан устаничке десетине која је сакупљала оружје и снабдевала Александровачко-карађорђевачки партизански одред. Од јесени 1941. је био курир Месног комитета КПЈ, а водио је и један актив СКОЈ-а. Крајем 1943. био је изабран за командира курирског одељења и секретара курирске партијске ћелије.
Члан Комунистичке партије Југославије постао је у јесен 1942. године. Од лета 1944. учествовао је у диверзантским акцијама.
Извршио је самоубиство да не би жив пао у руке непријатељским јединицама око Банатског Карађорђева 23. јула 1944. године.
Указом председника Федеративне Народне Републике Југославије Јосипа Броза Тита, 6. јула 1953. године, проглашен је за народног хероја.